# 3406-os mellékút (Magyarország)
A 3406-os számú mellékút egy valamivel több, mint 20,5 kilométeres hosszúságú, négy számjegyű mellékút Hajdú-Bihar vármegye délnyugati részén; Nádudvartól húzódik Hajdúszoboszló át a 4-es főút ez utóbbi várost délről elkerülő szakaszáig.

## Nyomvonala
Nádudvar központjában ágazik ki a 3405-ös útból, annak a 12+850-es kilométerszelvénye közelében, nagyjából kelet felé. Fő út néven húzódik a belterület keleti széléig, amit körülbelül 1,6 kilométer teljesítése után ér el, de közben még kiágazik belőle, a 750-es méterszelvénye közelében, déli irányban a Kabán át Földesig vezető 3407-es út. A hetedik kilométerét elhagyva kissé északabbnak fordul, de Nádudvar területét csak kicsivel a kilencedik kilométere előtt hagyja el.
Hajdúszoboszló határai közt folytatódik, az üdülőváros lakott területét körülbelül 16,4 kilométer megtétele után éri el. Nádudvari út néven húzódik – keleti, majdmár inkább délkeleti irányban – a központ északi részéig, majd ott, egymáshoz közel két elágazása is van: előbb a 3321-es út torkollik bele északkeletről, Balmazújváros felől, majd a 4804-es út ágazik ki belőle, tulajdonképpen az addigi irányát követve, tehát délkeletnek. Ugyanott a 3406-os út délnyugatnak fordul és Dózsa György út lesz a neve; így is lép ki a lakott területről, kicsivel a 19. kilométere előtt. A 4-es főútba beletorkollva ér véget, annak a 200+650-es kilométerszelvénye közelében.
Teljes hossza, az országos közutak térképes nyilvántartását szolgáló kira.kozut.hu adatbázisa szerint 20,516 kilométer.

## Története
1934-ben a túlnyomó része mellékútként volt kiépítve, ez alól csak a Hajdúszoboszló nyugati határszélétől a város belsőbb részéig vezető szakasz volt kivétel, mert az a kereskedelem- és közlekedésügyi miniszter 70 846/1934. számú rendelete értelmében másodrendű főútként a Püspökladány-Vásárosnamény közti 37-es főút része volt. Később ez az útszakasz a 4-es számú elsőrendű főút része lett és maradt is addig, amíg el nem készült a város mai déli elkerülője.

## Települések az út mentén
- Nádudvar
- Hajdúszoboszló